# Kevin Fernald
Kevin Fernald (26 januari 1991) is een Surinaams taekwondoka. Hij was veertien maal nationaal kampioen en won brons tijdens het Pan-Amerikaans kampioenschap en de Zuid-Amerikaanse Spelen.

## Biografie
Kevin Fernald trainde taekwondo bij de sportvereniging Yellow Birds in Paramaribo. Zijn vader Ivan Fernald, wereldkampioen in 1984 en voormalig minister, richtte hier in 1980 deze taekwondoschool op.
In 2005 streed hij tijdens Pan-Amerikaans kampioenschap taekwondo voor junioren in Santa Cruz in de Verenigde Staten maar behaalde geen medaille. Als senior deed hij in 2008 mee in de gewichtsklasse tot 58 kg in Caguas in Puerto Rico. Hier won hij de derde medaille. Hij ging verder nog naar de Wereldkampioenschappen taekwondo van 2008 in Kopenhagen en de miltaire wereldspelen van 2011 in Rio de Janeiro. In beide gevallen ging hij zonder medaille naar huis.
Op 10 april 2009 onderscheidde de Amerikaanse Taekwondo Hall of Fame hem met een prijs voor zijn taekwondocarrière, tijdens een ceremonie in het Mariot Hotel in New Jersey.
Tijdens de Zuid-Amerikaanse Spelen won hij de bronzen medaille in de gewichtsklasse tot 58 kg. Tijdens de Centraal-Amerikaanse en Caraïbische Spelen (Casco Games) later dat jaar in Veracruz, Mexico, werd hij in de derde ronde uitgeschakeld door de Venezolaan Mario Leal.

## Palmares
Bij elkaar werd Fernal veertien maal nationaal kampioen (stand 2014). Internationaal won hij de volgende medailles:
- 2005:  Pan-Amerikaans kampioenschap taekwondo
- 2014:  Zuid-Amerikaanse Spelen